# Station Port Sunlight
Port Sunlight is een spoorwegstation van National Rail in Port Sunlight, Wirral in Engeland. Het station is eigendom van Network Rail en wordt beheerd door Merseyrail. 